# يرسون اوبازو
يرسون اوبازو (بالإسبانية: Yerson Opazo)‏ (24 ديسمبر 1984 في تشيلي - ) هو لاعب كرة قدم تشيلي في مركز الدفاع. شارك مع منتخب تشيلي لكرة القدم. أما مع النوادي، فقد لعب مع كولو-كولو ونادي أونيفرسيداد دي تشيلي ونادي أوهيجينس وهواتشيباتو ولاسيرينا.

## وصلات خارجية
- يرسون اوبازو على موقع قاعدة بيانات كرة القدم.إي يو (الإنجليزية)
- يرسون اوبازو على موقع ناشيونال فوتبول تيمز (الإنجليزية)
- يرسون اوبازو على موقع Soccerway.com (الإنجليزية)
- يرسون اوبازو على موقع عالم كرة القدم.نت (الإنجليزية)
- يرسون اوبازو على موقع AS.com (الإسبانية)